# 15752 Eluard
15752 Eluard è un asteroide della fascia principale. Scoperto nel 1992, presenta un'orbita caratterizzata da un semiasse maggiore pari a 3,1628897 UA e da un'eccentricità di 0,2274082, inclinata di 10,83779° rispetto all'eclittica.